# Turismo en Israel

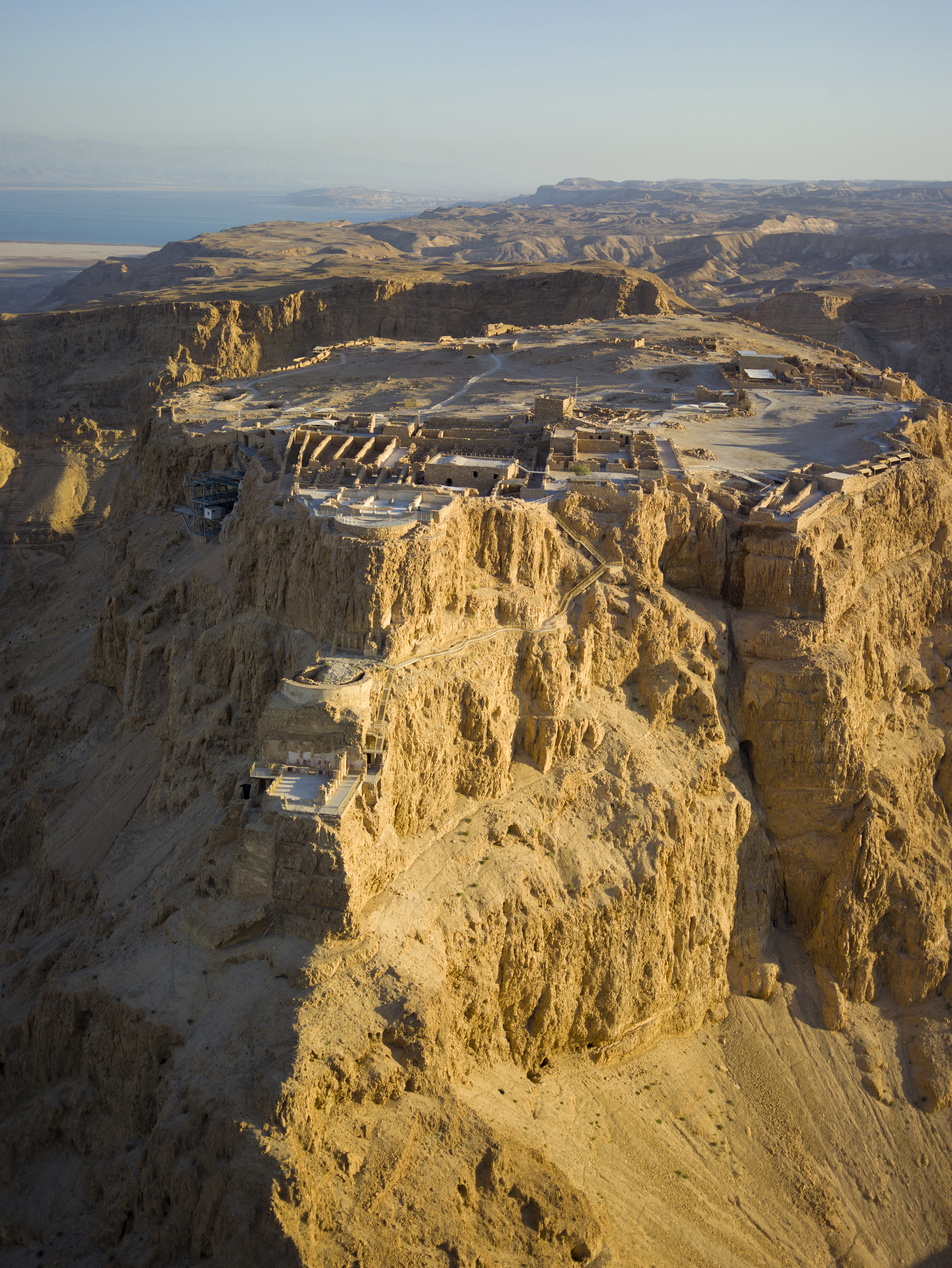
Fortaleza de Masada.

El turismo en Israel incluye una rica variedad de locales históricos y religiosos en Tierra Santa, así como modernos complejos hoteleros de playa, turismo arqueológico y turismo ecológico. Israel tiene el mayor número de museos per capita del mundo.

## Lugares de interés
- Jerusalén
  - La autoproclamada capital del Estado de Israel, no reconocida como tal por prácticamente ningún país del mundo. Cabe destacar que los lugares sagrados del cristianismo, el islam y el judaísmo se encuentran principalmente en la Ciudad Vieja, encuadrada en Jerusalén Este, que según el derecho internacional no pertenece a Israel (es territorio ocupado), si bien Israel lo considera territorio en disputa.
  - (Judaísmo) La ciudad más sagrada del judaísmo, la antigua capital de la Monarquía Unida y después del Reino de Judá. El lugar de los Templos en Jerusalén y del Muro de las Lamentaciones.
  - (Cristianismo) Lugares donde enseñó Cristo, donde se encuentra la Basílica del Santo Sepulcro y el monte Calvario, donde fue crucificado.
  - (Islam). La tercera ciudad sagrada del Islam, tras La Meca y Medina. En Jerusalén se encuentran la Cúpula de la Roca y la Mezquita de Al-Aqsa.
  - (Fe Bahá'í) Los lugares sagrados y para ellos el lugar más sagrado sobre la tierra en Bahji es el santuario de Bahá'u'lláh (el fundador de la Fe Bahá'í) y el santuario de El Bab (el precursor de la Fe) en Haifa, así como el Monte Carmelo. Declarados por la UNESCO como patrimonios de la humanidad.
- Tzfat
  - Ciudad sagrada para el judaísmo, donde la mayor parte del Talmud fue escrita y se desarrolló la Cábala (misticismo judío). Famosa por sus artesanos.
  - Galilea.[1] Es una región histórica situada al norte de Israel, ubicada entre el mar Mediterráneo, el mar de Galilea y el Valle de Jezreel. Actualmente constituye la zona norte del Estado de Israel, y está poblada mayoritariamente por habitantes de origen palestino. El clima es lluvioso y húmedo, y las principales actividades económicas son la agricultura y la pesca en el Mar de Galilea[2]
- Tel Aviv.[3] Tel Aviv-Yafo, usualmente llamada Tel Aviv, es la segunda mayor ciudad de Israel con una población estimada de 411.800 habitantes. Tiene playa y es el centro de la economía global israelí.[4]
- Beersheba. Es una de las ciudades más antiguas de Israel. Hay montes bajos y llanuras.